# Clarity (album Zedd)
Clarity è l'album di debutto del DJ russo/tedesco Zedd, pubblicato il 2 ottobre 2012 dalla Interscope Records.
L'album è stato ripubblicato in una nuova versione il 24 settembre 2013, contenente due nuove tracce (tra cui il singolo Stay the Night realizzato con Hayley Williams) e due remix realizzati da Zedd.

## Tracce
1. Hourglass (feat. LIZ) - 5:13
2. Shave It Up - 3:10
3. Spectrum (feat. Matthew Koma) - 4:03
4. Lost at Sea (feat. Ryan Tedder) - 3:45
5. Clarity (feat. Foxes) - 4:31
6. Codec - 6:01
7. Stache - 4:04
8. Fall into the Sky (with Lucky Date feat. Ellie Goulding) - 3:37
9. Follow You Down (feat. Bright Lights) - 5:47
10. Epos - 5:36

Tracce bonus nell'edizione giapponese
1. Spectrum (Livetune Remix) (feat. Hatsune Miku) - 5:57
2. Spectrum (Acoustic Version) (feat. Matthew Koma) - 1:50
3. Clarity (Zedd Union Remix) (feat. Foxes) - 3:27

Tracce bonus nell'edizione deluxe
1. Stay the Night (feat. Hayley Williams of Paramore) - 3:37
2. Push Play (feat. Miriam Bryant) - 3:37
3. Alive (Empire of the Sun) (Zedd Remix) - 3:45
4. Breakn' a Sweat (Skrillex & The Doors) (Zedd Remix) - 4:33

Tracce bonus nell'edizione deluxe su Target.com
1. Stay the Night (feat. Hayley Williams of Paramore) - 3:37
2. Push Play (feat. Miriam Bryant) - 3:37
3. Alive (Empire of the Sun) (Zedd Remix) - 3:45
4. Breakn' a Sweat (Skrillex & The Doors) (Zedd Remix) - 4:33
5. Spectrum (Matthew Koma Acoustic Guitar Version) - 3:50
6. Clarity (Acoustic Version) (feat. Foxes) - 3:28

## Formazione
- Zedd – masterizzazione, missaggio, produttore, programmazione, cori in Hourglass e Clarity
- Bright Lights – voce in Follow You Down
- RJ Colston – cori in Clarity e Fall into the Sky
- Kevin Feller – cori in Clarity
- Foxes – voce in Clarity
- Ghostwriter – ingegneria acustica in Clarity
- Ellie Goulding – voce in Fall into the Sky
- Mitch Kenny – ingegneria acustica in Follow You Down
- Matthew Koma – voce in Spectrum
- Ashley Krajewski – ingegneria acustica in Fall into the Sky
- LIZ – voce in Hourglass
- Lucky Date – produzione in Fall into the Sky
- Huntley Miller – masterizzazione
- Malachi Mott – cori in Clarity
- Priya Prins – cori in Clarity
- Dave Rene – cori in Shave It Up
- Drew Ressler – cori in Clarity
- Porter Robinson – cori
- Ryan Shanahan – ingegneria acustica
- Jesse Taub – ingegneria acustica, cori in Clarity e Codec
- Ryan Tedder – cori, ingegneria acustica in Lost at Sea

## Classifiche
| Classifica (2012)              | Posizione massima |
| ------------------------------ | ----------------- |
| Stati Uniti                    | 38                |
| Stati Uniti (digital)          | 12                |
| Classifica (2013)              | Posizione massima |
| Giappone                       | 77                |
| Stati Uniti (dance/electronic) | 2                 |
| Classifica (2014)              | Posizione massima |
| Regno Unito                    | 104               |
| Regno Unito (dance)            | 8                 |
| Svezia                         | 30                |